# Friedrich Wilhelm Heine

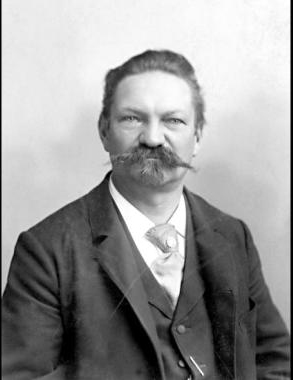
Brustbild-Fotografie des Malers Friedrich Wilhelm Heine

Friedrich Wilhelm Heine (* 25. März 1845 in Leipzig; † 27. August 1921 in Milwaukee, Wisconsin, USA) war ein deutscher Künstler, Kupfer- und Stahlstecher, Buchillustrator und -gestalter, Kriegsberichterstatter und -maler sowie ein amerikanischer Unternehmer und Lehrer. Er zählte zu den Mitbegründern der Society of Milwaukee Artists, besser bekannt als „Wisconsin Painters and Sculptors“.
Heine schuf unter anderem großformatige Schlachten-Gemälde aus verschiedenen Kriegen des 19. Jahrhunderts in Europa und den Vereinigten Staaten. Während seine frühen Arbeiten beispielhaft einen feinen Pinselstrich mit sauber ausformulierten Details zeigen, gehen seine jüngeren Werke in allgemeinere und tonale Malerei über.

## Leben und Wirken
Mit 14 Jahren ging Friedrich Wilhelm Heine zu einem Kupfer- und Stahlstecher in die Lehre. Später besuchte er die Universität Leipzig sowie die Weimarer Akademie. Von 1861 bis 1866 arbeitete er als Buchillustrator und -gestalter.

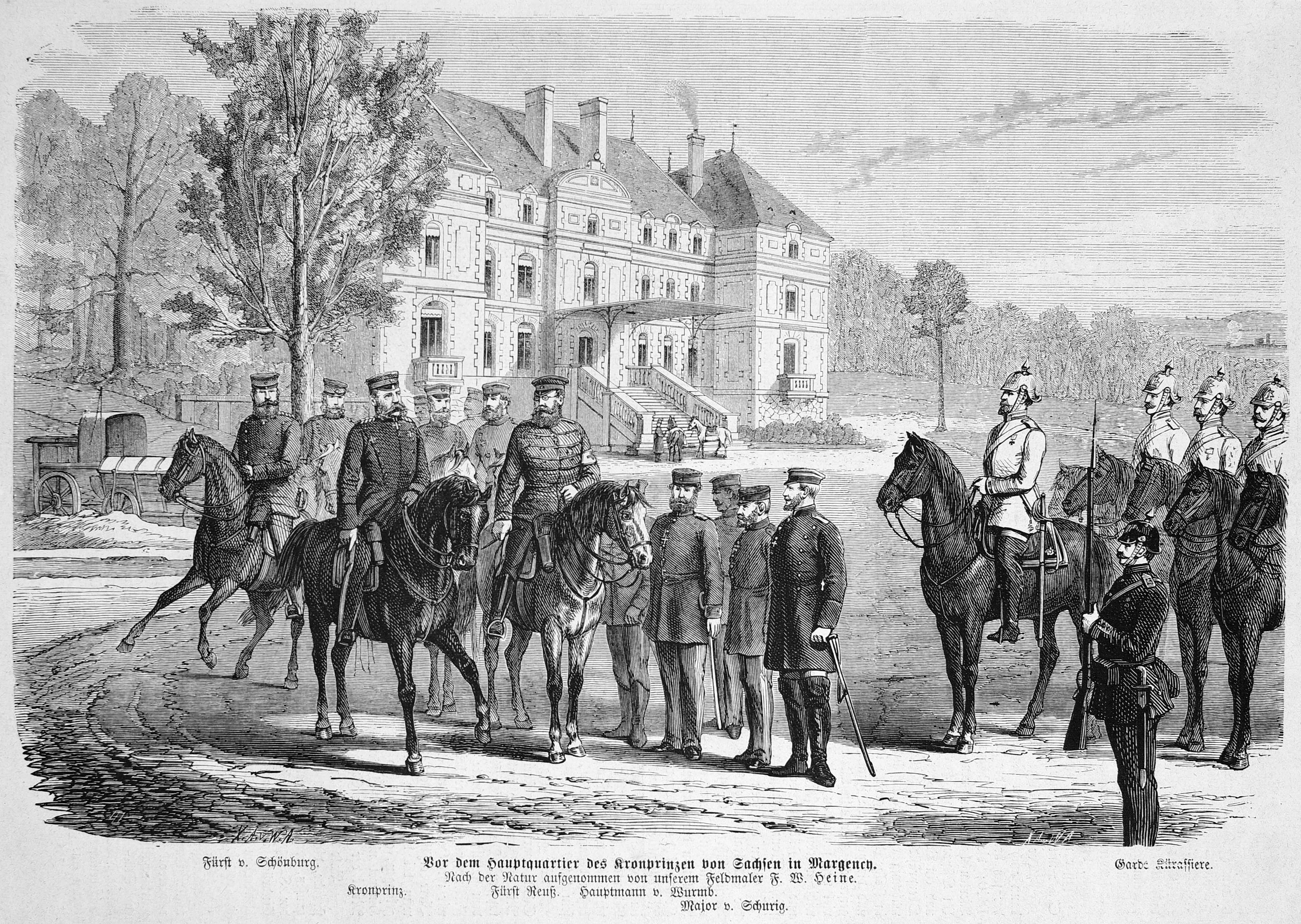
Szene aus dem Deutsch-Französischen Krieg, „nach der Natur aufgenommen und gezeichnet von unserem Feldmaler F. W. Heine“, publiziert in der Zeitschrift Die Gartenlaube (1871)

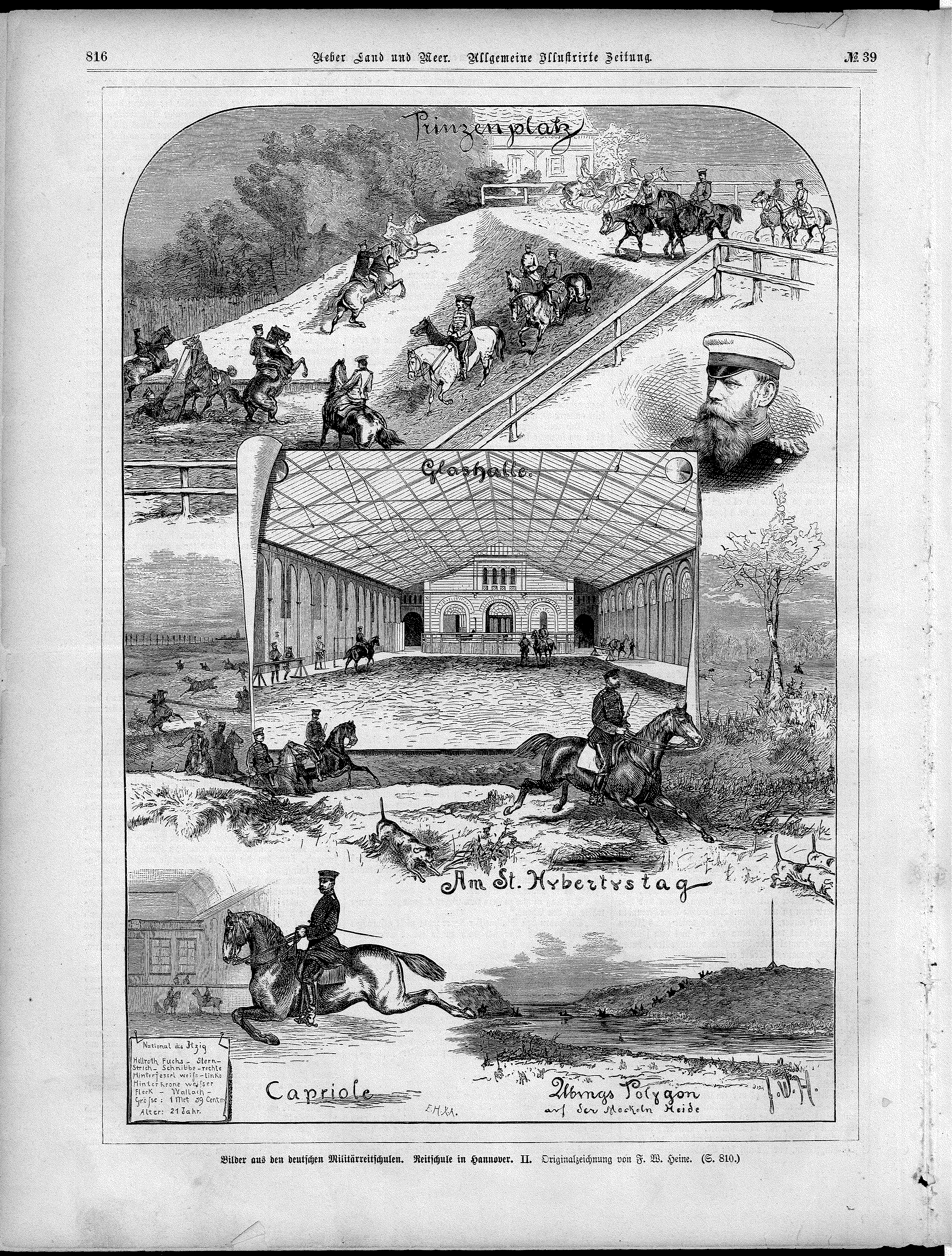
Bilder rund um die „Reitschule in Hannover“, veröffentlicht im Wochenblatt Über Land und Meer (1877)

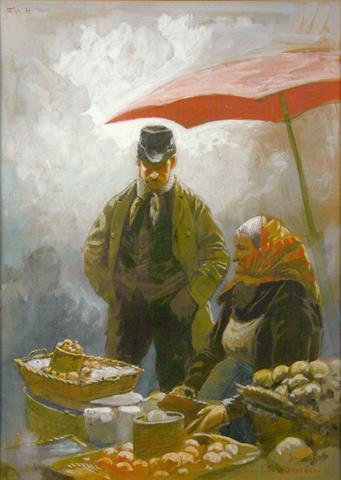
Altmarkt Dresden, Aquarell (1906), Museum of Wisconsin Art

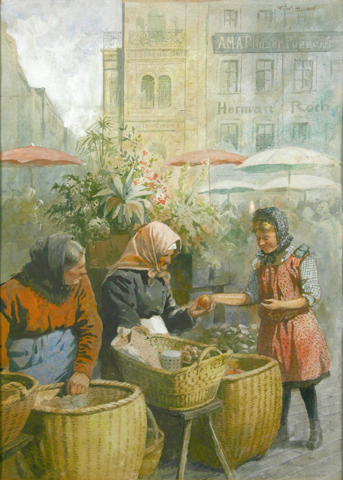
Dresden, Aquarell (1906), ebenfalls im Museum of Wisconsin Art

Während des Deutschen Krieges zwischen dem Königreich Preußen und der österreichischen Monarchie war er Kriegsberichterstatter und Aufriss-Zeichner im Dienst der Preußischen Armee. Im Deutsch-Französischen Krieg 1870/1871 wirkte er als Feldmaler; eine Reihe der Zeichnungen wurde in Holzschnitte übertragen und 1871 in der illustrierten Zeitschrift Die Gartenlaube publiziert.
Mitte der 1870er Jahre besuchte Heine Hannover und beobachtete die Geschehnisse rund um das dortige Militärreitinstitut. Die in Holzschnitte übertragenen Zeichnungen wurden 1877 in Eduard Hallbergers illustriertem Wochenblatt Über Land und Meer veröffentlicht.
1885 wurde Heine, aufgrund seiner Reputation als Kriegsmaler, von William Wehner nach Milwaukee eingeladen und gebeten, die Gestaltung der Gemälde zu überwachen, die in dessen American Panorama Company, 628 Wells Street entstanden. Zugleich gehörte er zu etwa 20 deutschen Künstlern, denen der Auftrag zur malerischen Darstellung der Schlacht von Chattanooga und der Schlacht von Atlanta erteilt wurde.
1887 erwarb Heine gemeinsam mit August Lohr das Studio der American Panorama Company in der Wells Street. Die beiden gründeten die Lohr and Heine Panorama Company und schufen das Panorama-Gemälde Jerusalem on the Day of the Crucifixion, zu deutsch „Jerusalem am Tag der Kreuzigung“ oder „Karfreitag“. Im Folgejahr 1888 stießen mit Imre Boos und Paul Zabel zwei weitere Künstler hinzu, und das Unternehmen wurde in Milwaukee Panorama Company umbenannt. Nun entstand das Großwerk Christ’s Triumphal Entry into Jerusalem, zu deutsch „Jesus Christus’ triumphaler Einzug nach Jerusalem“. Insgesamt produzierte das Wells Street Studio mindestens acht Panorama-Gemälde.
Ebenfalls 1888 gründete Friedrich Wilhelm Heine die Heine School of Art, ein Studio, in dem  an Aquarellen und Stichen gearbeitet wurde, und in dem kostümierte Modelle zur Verfügung standen. Standort des Lehrstudios war das Iron Block Building, ein bevorzugter Treffpunkt örtlicher Künstler.
1895 wurde Heine „Sasse“ (Mitglied) der Schlaraffia von Milwaukee; als „Ritter Wippchen“ schmückte er das Schlaraffen-„Reych“ Badger Castle mit Kunstwerken, die sich erhalten haben. In der Eingangshalle befindet sich ein Wandgemälde mit Selbstporträt und Wappen des Künstlers. In der Zeremonienhalle hängt ein großes Ölgemälde der Prager Karlsbrücke, auf Wandgemälden sind verschiedene Allegorien zu sehen, und zehn Aquarelle zeigen den Weg von den alten Pilgervätern bis zu den Rittern der Schlaraffen.
1898, nach Ende des Spanisch-Amerikanischen Krieges 1895–1898, reiste Heine gemeinsam mit Lohr, George Peter (1859–1950), Franz Rohrbeck und Franz Biberstein nach San Francisco, um im Auftrag Wehners die Schlacht in der Bucht von Manila zu malen.
Im Jahr 1900 besuchten Heine und der Künstler George Peter Jerusalem und skizzierten dort das Innere von Kirchen. Die nach diesen Entwürfen angefertigten Wandmalereien wurden 1904 auf der Weltausstellung in Louisiana ausgestellt.
1908 reiste Heine nach Door County in Wisconsin sowie nach Muir Woods in Kalifornien und hielt seine Eindrücke in zahlreichen Aquarellen fest.

## Schriften (Auswahl)
- Von dem „Feldmaler“ Heine aus der Zeit um den Deutsch-Französischen Krieg sind in der Zeitschrift Die Gartenlaube neun verschiedene Schriften aus der Zeit von 1870 bis 1874 abgedruckt.[3]

## Auszeichnungen
- 2010 wurde Friedrich Wilhelm Heine posthum mit der Verleihung des Wisconsin Visual Art Lifetime Achievement Award geehrt.[1]

## Ausstellungen (Auswahl)

### Einzelausstellungen
- 1921: Aquarelle Amerikanischer Landschafts-Szenerien im Historischen Museum in Leipzig[1]

### Gemeinschaftsausstellungen
- 1900: Early annuals of Society of Milwaukee Artists[1]
- 1918: Wisconsin Painters and Sculptors Exhibition[1]
- 1921: Milwaukee Art Institute, Wisconsin: The Works of Wisconsin Artists and Crafters[1]
- 1981: University of Wisconsin–Milwaukee: Society of Milwaukee Artists 1900–1913[1]
- 1989: West Bend Gallery of Fine Arts (heute bekannt als Museum of Wisconsin Art, (MoWA)), West Bend, Wisconsin: German Academic Painters in Wisconsin[1]
- 1992: MoWA: Early Wisconsin Ambiance: Environments & Landscapes by Wisconsin’s Early Artists 1880–1940[1]
- 1996: Bergstrom-Mahler Museum, Neenah, Wisconsin: Collecting the Art of Wisconsin: The Early Years[1]